# تشريتو كاستلو
تشريتو كاستلو (بالإيطالية: Cerreto Castello)‏ هي بلدية في مقاطعة بييلا في إقليم بييمونتي في إيطاليا.

## السكان
في سنة 1861 بلغ عدد السكان 244 نسمة، وتطور العدد ليصل في سنة 2011 لـ 628 نسمة.
يظهر هذا المخطط البياني تطور النمو السكاني لـ تشريتو كاستلو